# Stazione di Roccadebaldi
La stazione di Roccadebaldi era una fermata ferroviaria posta sulla linea Cuneo-Mondovì. Sita nel territorio comunale di Mondovì, serviva tuttavia principalmente il limitrofo comune di Rocca de' Baldi.

## Strutture e impianti
La fermata, posta alla progressiva chilometrica 19+841 fra la stazione di Mondovì e la fermata di Pogliola, conta un unico binario servito da marciapiede. Ad oggi, 2018, il fabbricato viaggiatori risulta abbandonato e fatiscente.

## Movimento
Dal 17 giugno 2012 l’intera linea Mondovì-Cuneo, e con essa anche la fermata di Roccadebaldi, è priva di traffico.